# Övertjärnen (Njurunda socken, Medelpad)
Övertjärnen är en sjö i Sundsvalls kommun i Medelpad och ingår i Ljungan-Gnarpsåns kustområde. Sjön har en area på 0,162 kvadratkilometer och ligger 64 meter över havet. Sjön avvattnas av vattendraget Galtströmmen.

## Delavrinningsområde
Övertjärnen ingår i det delavrinningsområde (689553-158482) som SMHI kallar för Utloppet av Övertjärnen. Medelhöjden är 67 meter över havet och ytan är 0,59 kvadratkilometer. Räknas de 6 avrinningsområdena uppströms in blir den ackumulerade arean 56,35 kvadratkilometer. Avrinningsområdets utflöde Galtströmmen mynnar i havet. Avrinningsområdet består mestadels av skog (56 procent). Avrinningsområdet har 0,16 kvadratkilometer vattenytor vilket ger det en sjöprocent på 27,5 procent.